# آلیو آن آلکورن
آلیو آن آلکورن (انگلیسی: Olive Ann Alcorn؛ ‏ ۱۰ مارس ۱۹۰۰ – ۸ ژانویهٔ ۱۹۷۵) هنرمند رقص، مدل و بازیگر اهل ایالات متحده آمریکا بود.
از فیلم‌ها یا برنامه‌های تلویزیونی که وی در آن نقش داشته‌است، می‌توان به سانی ساید و شبح اپرا اشاره کرد.